# گروپو سورا
گروپو سورا (انگلیسی: Grupo Sura) شرکت خدمات مالی کلمبیایی است، که در سال ۱۹۴۵ تأسیس شد.